# 阿姆萊內特嶺
阿姆萊內特嶺（Armlenet），是南極洲的山嶺，位於毛德皇后地的瑪塔公主海岸，長6公里，處於斯塔本山和于蒂爾霍格特山之間，挪威製圖師根據探險隊的測量和空中照片繪入地圖，現時由南極條約體系管理。

## 外部連結
. . United States Geological Survey.   [2011-05-12].
71°59′S 2°52′E / 71.983°S 2.867°E